# 卜南河
卜南河，一作卜南溪，位于中华人民共和国海南岛中北部，是龙州河右岸支流。发源于海南省屯昌县西昌镇的深坡岭（一作长旦岭），蜿蜒向北流经新村、老村、加训后进入澄迈县境，自澄迈县文儒镇的加炳起成为屯昌县与澄迈县和定安县的界河，至定安县新竹镇卜南村以南汇入龙州河。河长29千米，流域面积147.9平方千米，河道平均比降3.89‰。